# Département de la Défense des États-Unis
United States Department of Defense
Le département de la Défense des États-Unis (en anglais : United States Department of Defense, abrégé par DoD ou par DOD) est le département exécutif du gouvernement américain chargé de fournir les forces militaires nécessaires pour la défense des États-Unis, en temps de guerre et en temps de paix.
Son directeur est appelé le secrétaire à la Défense, et fait partie du cabinet présidentiel. Son siège se trouve au Pentagone à Arlington, en Virginie, près de Washington.
Ce département a été créé par la fusion du département de la Marine et du département de la Guerre en 1947 sous la présidence de Harry Truman.
Le département de la Défense chapeaute aujourd'hui les départements de la Marine (US Navy et Corps des Marines), de l'armée (US Army) et de la Force aérienne (US Air Force et US Space Force). Il a aussi sous son commandement l'État-Major interarmée, les commandements militaires, ainsi que les diverses agences de défense, telle la Missile Defense Agency qui s'occupe du bouclier antimissiles américain.

## Historique

### Une structure éclatée avant la Seconde Guerre mondiale
Avant la Seconde Guerre mondiale, le gouvernement américain s'est toujours refusé à disposer d'une armée permanente et professionnelle. Le pays mobilise et démobilise donc lorsque le besoin s'en fait sentir.
D'autre part, l'administration comme le commandement sont éclatés entre les départements de la guerre et de la marine tous les deux créés en 1798.
Durant la Seconde Guerre mondiale, le président Franklin Roosevelt eut besoin d'un représentant pour centraliser les points de contact de l'Armée et de la Marine. Il créa donc le poste de Chief of Staff to the Commander in Chief, précurseur du futur poste de chef d'État-Major des armées. Par ailleurs, tout au long de la guerre, l'Armée et la Marine organisèrent des réunions communes pour se coordonner.

### La centralisation et le renforcement avec la guerre froide
Le National Security Act de 1947 prévoit la création d'une structure administrative intégrée, regroupant les trois armées et le département de la Guerre, baptisée, l'Établissement militaire national (National Military Establishment). Elle est dirigée par le secrétaire à la Défense des États-Unis mais ses pouvoirs restent limités. Celle-ci est complétée par un commandement militaire centralisé : le Joint Chiefs of Staff (JCS).
En 1949, la guerre froide ayant débuté deux ans auparavant, le département de la Défense est créé par un amendement à la loi de 1947, par un renommage de l'Établissement militaire. Le poste de secrétaire à la Défense, désormais pourvu de réels pouvoirs décisionnels et budgétaires, ne laisse qu'une place symbolique aux secrétaires à la guerre et à la marine. Du point de vue du commandement opérationnel, le Chairman of the Joint Chief of Staff doit centraliser la conduite des opérations. Son rôle restera cependant marginal jusqu'en 1953, tandis que celui du secrétaire à la Défense prendra rapidement de l'essor.
Il est le troisième poste budgétaire sur le budget fédéral des États-Unis dans les années 2010 après le département de la Santé et des Services sociaux des États-Unis et l’administration de la sécurité sociale.

### Les agents privés et le complexe militaro-industriel
Après les attentats du 11 septembre 2001, qui ont été suivies de l'invasion de l'Afghanistan, aux mains des talibans, et, en 2003, de l'Irak, la proportion d'agents contractuels privés travaillant pour le Pentagone s'est élevé à 39 % (elle était de 26 % avant le 11 septembre 2001). Le secrétaire à la Défense de l'administration Obama, Robert Gates, a annoncé en avril 2009 vouloir réduire ce nombre de contractuels, remplacés par des fonctionnaires. Cela affecterait des sociétés militaires privées telles que CACI et SAIC, ou les entreprises d'armement Lockheed Martin et General Dynamics. À cette date, près de 7,5 % des emplois à Washington (soit 291 000 personnes) sont liés à des contrats avec le département de la Défense.
En 2001, le département de la Défense créé secrètement un Office de l’influence stratégique (OIS), avec pour mission de diffuser de fausses informations servant la cause des États-Unis dans le cadre de la guerre en Afghanistan. L’OIS était autorisé à pratiquer la désinformation, en particulier à l’égard des médias étrangers. Officiellement, l’OIS aurait été dissous après la révélation de son existence par des journalistes.
Dans le contexte de la crise des subprimes, et d'une réévaluation de la politique sous la présidence de George W. Bush, Robert Gates a annoncé vouloir annuler la partie du Future Combat Systems (en) concernant les véhicules (qui représentent 87 milliards de dollars, le programme total représentant 150 milliards). Il a aussi annoncé l'annulation d'autres programmes (le programme de satellites TSAT développé par Boeing, la non-acquisition d'avions cargos Boeing C-17, le projet de Lockheed Martin de créer l'hélicoptère présidentiel VH-71, l'estimation du coût du programme étant passé de six à treize milliards, et ayant déjà six ans de retard, le gel d'achat d'avions furtifs Lockheed Martin F-22 Raptor).

## Institutions
Outre les forces armées, de nombreuses agences et institutions dépendent du DoD. Les trois sous-départements du département sont le département de la Marine des États-Unis, le département de l'Armée des États-Unis et le département de la Force aérienne des États-Unis.
La DARPA (acronyme pour Defense Advanced Research Projects Agency, soit « Agence pour les projets de recherche avancée de défense » en français) finance entre autres, des projets technologiques extrêmement divers tels que le DARPA Grand Challenge, une course qui se déroule dans le désert du Nevada.
Le Cyber Crime Center (en) s'occupe de la lutte contre le cybercrime et l'espionnage informatique. Avec 277 employés en 2009, en majorité des contractuels, il centralise les informations sur les menaces informatiques qui ont été enregistrées par des agences telles que la National Security Agency, des agences militaires, le département de la Sécurité intérieure et diverses firmes industrielles.
Le DoD pilote également des établissements de formation, tels que la National Defense University (NDU), dont le Centre d'études stratégiques de l'Afrique (CESA) est l'une des composantes.
L'Office of Net Assessment est un laboratoire d'idées planifiant des stratégies à long terme.

## Budget du DoD
| Budget Authority En milliards US$ courants | FY 2018 Réel | FY 2019 Estimé | FY 2020 Requis |
| ------------------------------------------ | ------------ | -------------- | -------------- |
| Dépenses de personnel                      | 150,9        | 158,6          | 165,1          |
| Opérations et maintenance                  | 274,1        | 279,7          | 293,8          |
| Acquisitions                               | 147,5        | 147,6          | 143,4          |
| R&D, test et évaluation                    | 92,0         | 95,5           | 104,5          |
| Autres                                     | 30,1         | 11,7           | 21,2           |
| Total département de la Défense            | 694,5        | 693,1          | 728,0          |

Le tableau ci-contre présente le budget du département de la Défense des États-Unis, selon la nomenclature budgétaire de base du gouvernement fédéral américain. Publiées en mars et mai 2019, ces données sont les dépenses réelles pour FY 2018, les dépenses estimées pour FY 2019 (exercice du 1er octobre 2018 au 30 septembre 2019) et les dépenses demandées par le gouvernement pour FY 2020.
Le budget du DoD est, de loin, la principale composante du total des dépenses de défense des États-Unis (National Defense Budget). Celles-ci comprennent aussi des budgets qui dépendent d'autres départements, comme le département de l'Énergie et des agences dont les activités ne sont pas entièrement militaires, pour un total de 32,3 milliards US$ en FY 2018.
Le National Defense Budget ne comprend pas les dépenses liées aux pensions des vétérans et aux prestations dont ils bénéficient, qui se montent à 192,4 milliards US$ en FY 2018.

## Liste des secrétaires à la Défense
Le détenteur de longévité au poste de secrétaire à la Défense est Robert McNamara, à la tête du département durant la présidence de John F. Kennedy puis la présidence de Lyndon B. Johnson.